# Copa Verde 2025
Die Copa Verde 2025 war die zwölfte Austragung der Copa Verde, eines regionalen Fußballpokalwettbewerbs in Brasilien, der vom nationalen Fußballverband CBF organisiert wurde. Mit dem Gewinn des Pokals ist die Qualifikation für die dritte Runde der Copa do Brasil 2026 verbunden. Es fand vom 22. Januar bis 23. April 2025 statt.

## Modus
Die Vorrundenspiele wurden zwischen 16 Teams und die Achtelfinals mit nur einem Entscheidungsspiel im K.-o.-System ausgetragen. Ab dem Viertelfinale wurde der Sieger in Hin- und Rückspiel ermittelt. Das Heimrecht im Hinspiel in den ersten drei Runden lag bei dem im Ranking des CBF besser platzierten Klub. Im Halbfinale und Finale hatte dieser das Heimrecht im Rückspiel.

## Teilnehmer
Die Teilnehmer kamen aus den elf Bundesstaaten Acre, Amapá, Amazonas, Distrito Federal do Brasil, Espírito Santo, Goiás, Mato Grosso, Mato Grosso do Sul, Pará, Rondônia, Roraima und Tocantins. 20 nehmen als erfolgreiche Klubs aus den Fußballmeisterschaften der Bundesstaaten von Brasilien teil. Die übrigen vier Klubs ergaben sich aus dem CBF-Ranking, welche aus den Staatsmeisterschaften noch nicht qualifiziert waren. Die Klubs Atlético Goianiense und Cuiabá EC sagten ihre Teilnahme ab.
| Bundesstaat        | Klub                    | Qualifizierung        | CBF Rang | Einstieg      |
| ------------------ | ----------------------- | --------------------- | -------- | ------------- |
| Acre               | Independência FC        | Staatsmeister 2024    | ohne     | Vorrunde      |
| Acre               | SC Humaitá              | 2. Staatsmeister 2024 | 89       | Vorrunde      |
| Amapá              | Trem DC                 | Staatsmeister 2024    | 89       | Vorrunde      |
| Amazonas           | Manaus FC               | Staatsmeister 2024    | 56       | Viertelfinale |
| Amazonas           | Amazonas FC             | 2. Staatsmeister 2024 | 49       | Viertelfinale |
| Distrito Federal   | Ceilândia EC            | Staatsmeister 2024    | 94       | Vorrunde      |
| Distrito Federal   | Capital CF              | 2. Staatsmeister 2024 | ohne     | Vorrunde      |
| Distrito Federal   | Brasiliense FC          | CBF-Ranking           | 58       | Halbfinale    |
| Espírito Santo     | Rio Branco FC (ES)      | Staatsmeister 2024    | 202      | Vorrunde      |
| Espírito Santo     | Vitória FC (ES)         | 2. Staatspokal 2024   | 136      | Vorrunde      |
| Goiás              | Vila Nova FC            | 2. Staatsmeister 2024 | 29       | Viertelfinale |
| Goiás              | Goiás EC                | CBF-Ranking           | 21       | Finalist      |
| Goiás              | AA Aparecidense         | CBF-Ranking           | 59       | Vorrunde      |
| Mato Grosso        | Luverdense EC           | 3. Staatsmeister 2024 | 212      | Vorrunde      |
| Mato Grosso        | União EC                | 2. Staatsmeister 2024 | 82       | Viertelfinale |
| Mato Grosso do Sul | Operário FC (MS)        | Staatsmeister 2024    | 114      | Vorrunde      |
| Pará               | Paysandu SC             | Staatsmeister 2024    | 41       | Sieger        |
| Pará               | Clube do Remo           | 2. Staatsmeister 2024 | 44       | Vorrunde      |
| Pará               | Águia de Marabá FC      | CBF-Ranking           | 70       | Vorrunde      |
| Rondônia           | Porto Velho EC          | Staatsmeister 2024    | 87       | Vorrunde      |
| Roraima            | Grêmio Atlético Sampaio | Staatsmeister 2024    | 176      | Vorrunde      |
| Roraima            | São Raimundo EC (RR)    | 2. Staatsmeister 2024 | 72       | Halbfinale    |
| Tocantins          | União AC                | Staatsmeister 2024    | ohne     | Vorrunde      |
| Tocantins          | Tocantinópolis EC       | 2. Staatsmeister 2024 | 71       | Vorrunde      |

## Gruppen
Für die Sortierung der Paarungen in der Vorrunde und dem Achtelfinale wurden zwei Gruppen nach regionaler Herkunft der Klubs gebildet, der Block Norte und der Block CentroOeste. In diesen Blocks wurden die Klubs gemäß ihrer Platzierung in der Rangliste des CBF sortiert. Der Beste einer Gruppe traf auf den letzten und so fort. Im Finale traf somit der Sieger der Gruppe Norte auf den Sieger der Gruppe CentroOeste. Sollte der Klub noch keine Ranglistenpunkte des CBF gehabt haben, so erfolgte die weitere Sortierung nach der Platzierung in der Rangliste des Verbandes des Klubs.
| Gruppe Norte            | Ranglistenplatz | Gruppe CentroOeste | Ranglistenplatz |
| ----------------------- | --------------- | ------------------ | --------------- |
| Paysandu SC             | 41 (CBF)        | Goiás EC           | 21 (CBF)        |
| Clube do Remo           | 44 (CBF)        | Vila Nova FC       | 29 (CBF)        |
| Amazonas FC             | 49 (CBF)        | Brasiliense FC     | 58 (CBF)        |
| Manaus FC               | 56 (CBF)        | AA Aparecidense    | 59 (CBF)        |
| Águia de Marabá FC      | 70 (CBF)        | União EC           | 82 (CBF)        |
| Tocantinópolis EC       | 71 (CBF)        | Ceilândia EC       | 94 (CBF)        |
| São Raimundo EC (RR)    | 72 (CBF)        | Operário FC (MS)   | 114 (CBF)       |
| Porto Velho EC          | 87 (CBF)        | Vitória FC (ES)    | 136 (CBF)       |
| SC Humaitá              | 89 (CBF)        | Rio Branco FC (ES) | 202 (CBF)       |
| Trem DC                 | 89 (CBF)        | Luverdense EC      | 212 (CBF)       |
| Grêmio Atlético Sampaio | 176 (CBF)       | Capital CF         | FDF             |
| Independência FC        | FFA             | União AC           | FTF             |

## Turnierplan
|  | Vorrunde          | Vorrunde | Vorrunde |  |  | Achtelfinale      | Achtelfinale | Achtelfinale |   |   | Viertelfinale  | Viertelfinale | Viertelfinale  |   |       | Halbfinale  | Halbfinale | Halbfinale |         |  | Finale      | Finale  | Finale |
|  |                   |          |          |  |  |                   |              |              |   |   |                |               |                |   |       |             |            |            |         |  |             |         |        |
|  |                   |          |          |  |  |                   |              |              |   |   |                |               |                |   |       |             |            |            |         |  |             |         |        |
|  |                   |          |          |  |  | Paysandu SC       | 1            | (5)          |   |   |                |               |                |   |       |             |            |            |         |  |             |         |        |
|  | SC Humaitá        | 2        |          |  |  | Porto Velho EC    | 1            | (4)          |   |   |                |               |                |   |       |             |            |            |         |  |             |         |        |
|  | Porto Velho EC    | 3        |          |  |  |                   |              |              |   |   | Paysandu SC    | 0             | 4              |   |       |             |            |            |         |  |             |         |        |
|  |                   |          |          |  |  |                   |              | Manaus FC    | 0 | 1 |                |               |                |   |       |             |            |            |         |  |             |         |        |
|  |                   |          |          |  |  | Manaus FC         | 3            |              |   |   |                |               |                |   |       |             |            |            |         |  |             |         |        |
|  | Águia de Marabá   | 1        | (3)      |  |  | Águia de Marabá   | 2            |              |   |   |                |               |                |   |       |             |            |            |         |  |             |         |        |
|  | Independência FC  | 1        | (1)      |  |  |                   |              |              |   |   |                |               |                |   |       | Paysandu SC | 2          | 3          |         |  |             |         |        |
|  |                   |          |          |  |  |                   |              |              |   |   |                |               | São Raimundo   | 2 | 0     |             |            |            |         |  |             |         |        |
|  |                   |          |          |  |  | Clube do Remo     | 1            | (3)          |   |   |                |               |                |   |       |             |            |            |         |  |             |         |        |
|  | São Raimundo      | 4        |          |  |  | São Raimundo      | 1            | (4)          |   |   |                |               |                |   |       |             |            |            |         |  |             |         |        |
|  | Trem DC           | 1        |          |  |  |                   |              |              |   |   | São Raimundo   | 2             | 0              |   |       |             |            |            |         |  |             |         |        |
|  |                   |          |          |  |  |                   |              | Amazonas FC  | 0 | 0 |                |               |                |   |       |             |            |            |         |  |             |         |        |
|  |                   |          |          |  |  | Amazonas FC       | 5            |              |   |   |                |               |                |   |       |             |            |            |         |  |             |         |        |
|  | Tocantinópolis EC | 2        |          |  |  | Tocantinópolis EC | 1            |              |   |   |                |               |                |   |       |             |            |            |         |  |             |         |        |
|  | Grêmio Sampaio    | 1        |          |  |  |                   |              |              |   |   |                |               |                |   |       |             |            |            |         |  | Paysandu SC | 0 1 (5) |        |
|  |                   |          |          |  |  |                   |              |              |   |   |                |               |                |   |       |             |            | Goiás EC   | 0 1 (4) |  |             |         |        |
|  |                   |          |          |  |  | AA Aparecidense   | 2            |              |   |   |                |               |                |   |       |             |            |            |         |  |             |         |        |
|  | União EC          | 3        |          |  |  | União EC          | 3            |              |   |   |                |               |                |   |       |             |            |            |         |  |             |         |        |
|  | União AC          | 0        |          |  |  |                   |              |              |   |   | União EC       | 0             | 0              |   |       |             |            |            |         |  |             |         |        |
|  |                   |          |          |  |  |                   |              | Goiás EC     | 2 | 3 |                |               |                |   |       |             |            |            |         |  |             |         |        |
|  |                   |          |          |  |  | Goiás EC          | 6            |              |   |   |                |               |                |   |       |             |            |            |         |  |             |         |        |
|  | Vitória FC        | 1        |          |  |  | Rio Branco FC     | 0            |              |   |   |                |               |                |   |       |             |            |            |         |  |             |         |        |
|  | Rio Branco FC     | 2        |          |  |  |                   |              |              |   |   |                |               |                |   |       | Goiás EC    | 3          | 0 (5)      |         |  |             |         |        |
|  |                   |          |          |  |  |                   |              |              |   |   |                |               | Brasiliense FC | 3 | 0 (4) |             |            |            |         |  |             |         |        |
|  |                   |          |          |  |  | Brasiliense FC    | 0            | (5)          |   |   |                |               |                |   |       |             |            |            |         |  |             |         |        |
|  | Ceilândia EC      | 1        | (0)      |  |  | Capital CF        | 0            | (3)          |   |   |                |               |                |   |       |             |            |            |         |  |             |         |        |
|  | Capital CF        | 1        | (3)      |  |  |                   |              |              |   |   | Brasiliense FC | 1             | 3              |   |       |             |            |            |         |  |             |         |        |
|  |                   |          |          |  |  |                   |              | Vila Nova FC | 1 | 1 |                |               |                |   |       |             |            |            |         |  |             |         |        |
|  |                   |          |          |  |  | Vila Nova FC      | 1            | (9)          |   |   |                |               |                |   |       |             |            |            |         |  |             |         |        |
|  | Operário FC       | 0        |          |  |  | Luverdense EC     | 1            | (8)          |   |   |                |               |                |   |       |             |            |            |         |  |             |         |        |
|  | Luverdense EC     | 1        |          |  |  |                   |              |              |   |   |                |               |                |   |       |             |            |            |         |  |             |         |        |

### Vorrunde
| Datum |                    | Ergebnis              |                         | Austragungsort  |
| ----- | ------------------ | --------------------- | ----------------------- | --------------- |
| 22.1. | Porto Velho EC     | 3:2 (0:0)             | SC Humaitá              | Aluizão         |
| 22.1. | Águia de Marabá FC | 1:1 (1:1) (3:1 i. E.) | Independência FC        | Zinho Oliveira  |
| 22.1. | São Raimundo EC    | 2:1 (1:0)             | Trem DC                 | Canarinho       |
| 22.1. | Tocantinópolis EC  | 2:1 (1:0)             | Grêmio Atlético Sampaio | Ribeirão        |
| 22.1. | União EC           | 3:0 (2:0)             | União AC                | Caldeirão       |
| 22.1. | Vitória FC (ES)    | 1:2 (1:2)             | Rio Branco FC (ES)      | Ninho da Águia  |
| 22.1. | Ceilândia EC       | 1:1 (0:0) (0:3 i. E.) | Capital CF              | Abadião         |
| 22.1. | Operário FC (MS)   | 0:1 (0:1)             | Luverdense EC           | Toca do Morango |

### Achtelfinale
| Datum |                 | Ergebnis              |                    | Austragungsort    |
| ----- | --------------- | --------------------- | ------------------ | ----------------- |
| 4.2.  | AA Aparecidense | 2:3 (0:2)             | União EC           | Annibal           |
| 4.2.  | Vila Nova FC    | 1:1 (1:1) (9:8 i. E.) | Luverdense EC      | OBA               |
| 5.2.  | Paysandu SC     | 1:1 (1:1) (5:4 i. E.) | Porto Velho EC     | Estádio Curuzu    |
| 5.2.  | Amazonas FC     | 5:1 (0:0)             | Tocantinópolis EC  | Arena da Amazônia |
| 6.2.  | Brasiliense FC  | 0:0 (5:3 i. E.)       | Capital CF         | Serejão           |
| 6.2.  | Goiás EC        | 6:0 (0:0)             | Rio Branco FC (ES) | Serrinha          |
| 6.2.  | Clube do Remo   | 1:1 (1:1) (3:4 i. E.) | São Raimundo EC    | Baenão            |
| 6.2.  | Manaus FC       | 3:2 (0:0)             | Águia de Marabá FC | Arena da Amazônia |

### Viertelfinale
| Datum     |                            | Gesamt |                               | Hinspiel  | Rückspiel |
| --------- | -------------------------- | ------ | ----------------------------- | --------- | --------- |
| 12./26.2. | União EC Caldeirão         | 0:5    | Goiás EC Serrinha             | 0:2 (0:1) | 0:3 (0:2) |
| 13./19.2. | Brasiliense FC Serejão     | 4:2    | Vila Nova FC OBA              | 1:1 (0:1) | 3:1 (0:2) |
| 12./27.2. | São Raimundo EC Canarinho  | 2:0    | Amazonas FC Arena da Amazônia | 2:0 (1:0) | 0:0       |
| 13./26.2. | Paysandu SC Estádio Curuzu | 4:1    | Manaus FC Arena da Amazônia   | 0:0       | 4:1 (2:1) |

### Halbfinale
| Datum     |                           | Gesamt          |                        | Hinspiel  | Rückspiel |
| --------- | ------------------------- | --------------- | ---------------------- | --------- | --------- |
| 12./19.3. | Brasiliense FC Serejão    | 3:3 (4:5 i. E.) | Goiás EC Serrinha      | 3:3 (2:3) | 0:0       |
| 12./19.3. | São Raimundo EC Canarinho | 2:5             | Paysandu SC Mangueirão | 2:2 (0:2) | 0:3 (0:2) |

### Finale

#### Hinspiel
| Paysandu SC                                         | Paysandu SC | Goiás EC | Goiás EC |
| --------------------------------------------------- | --- | --- | -------- |
| Paysandu SC                                         | \| 9. April 2025 in Belém (Mangueirão) \| \| Ergebnis: 0:0 \| \| Schiedsrichter: Alisson Sidnei Furtado ( Tocantins) \| \| Spielbericht \| | \| 9. April 2025 in Belém (Mangueirão) \| \| Ergebnis: 0:0 \| \| Schiedsrichter: Alisson Sidnei Furtado ( Tocantins) \| \| Spielbericht \| | Goiás EC |
| Paysandu SC                                         | Matheus Nogueira – Edilson 75., Yeferson Quintana, Luan Freitas, Patric Calmon – Ramón Martínez, Leandro Vilela, Marlon Douglas 75. – Rossi, Nicolas Godinho 56., Pedro Delvalle 56. Reserve Iago Hass, Bryan Mascarenhas 75., Joaquín Novillo, Lucca Carvalho, Joseph Espinoza, Giovanni Piccolomo 56., Matheus Vargas, Benjamín Borasi, Marcelinho, Matías Cavalleri 75., Jorge Benítez 56. Cheftrainer: Luizinho Lopes | Tadeu – Willean Lepo, Lucas Ribeiro, Messias, Lucas Lovat 46. – Juninho, Rodrigo Andrade 46., Marcão – Arthur Caíke 67., Jajá Silva, Zé Hugo Reserve Thiago Rodrigues, Ezequiel, Diego Caito, Luiz Felipe, Anthony, Douglas Teixeira 46., Gonzalo Freitas, Aloísio Souza, Vitinho, Rafael Gava 46., Welliton, Facundo Barcelo 67. Cheftrainer: Vágner Mancini | Goiás EC |
| Paysandu SC                                         | Rossi (11.) | Lovat (21.), Lepo (46.) | Goiás EC |
| 9. April 2025 in Belém (Mangueirão)                 | | |          |
| Ergebnis: 0:0                                       | | |          |
| Schiedsrichter: Alisson Sidnei Furtado ( Tocantins) | | |          |
| Spielbericht                                        | | |          |

#### Rückspiel
| Goiás EC                                                   | Goiás EC | Paysandu SC | Paysandu SC |
| ---------------------------------------------------------- | --- | --- | ----------- |
| Goiás EC                                                   | \| 23. April 2025 in Goiânia (Estádio Serra Dourada) \| \| Ergebnis: 1:1 (1:0), 4:5 i. E \| \| Schiedsrichter: Davi de Oliveira Lacerda ( Espírito Santo) \| | \| 23. April 2025 in Goiânia (Estádio Serra Dourada) \| \| Ergebnis: 1:1 (1:0), 4:5 i. E \| \| Schiedsrichter: Davi de Oliveira Lacerda ( Espírito Santo) \| | Paysandu SC |
| Goiás EC                                                   | Tadeu – Diego Caito 73., Lucas Ribeiro, Messias, Lucas Lovat 73. – Juninho, Marcão, Rafael Gava 87. – Welliton 78., Arthur Caíke, Pedro Junqueira 73. Reserve Thiago Rodrigues, Ezequiel, Luiz Felipe, Willean Lepo 73., Anthony, Douglas Teixeira 73., Gonzalo Freitas 87., Lucas Rodrigues, Rodrigo Andrade, Vitinho, Jajá Silva 78., Zé Hugo 73. Cheftrainer: Vágner Mancini | Matheus Nogueira – Bryan Mascarenhas 56., Luan Freitas, Joaquín Novillo, Patric Calmon 85. – Ramón Martínez, Leandro Vilela, Matheus Vargas 56. – Benjamín Borasi 76., Rossi , Jorge Benítez 76. Reserve Iago Hass, Edilson 56., Lucca Carvalho, Joseph Espinoza, Giovanni Piccolomo 76., Marcelinho, Matías Cavalleri 85., Nicolas Godinho 56., Pedro Delvalle, Marlon Douglas 76. Cheftrainer: Luizinho Lopes | Paysandu SC |
| Goiás EC                                                   | 1:0 Welliton (25.) | 1:1 Cavalleri (90.+4') | Paysandu SC |
| Goiás EC                                                   | Elfmeterschießen | | Paysandu SC |
| Goiás EC                                                   | 1:0 Tadeu 2:0 Caíke 3:1 Teixeira Freitas 4:3 Messias Marcão | Rossi 2:1 Piccolomo 3:2 Douglas 3:3 Cavalleri 4:4 Godinho 4:5 Vilela | Paysandu SC |
| Goiás EC                                                   | Marcão (41.), Tadeu (81.) | Vargas (18.), Benítez (53.), Borasi (59.), Martínez (67.) | Paysandu SC |
| 23. April 2025 in Goiânia (Estádio Serra Dourada)          | | |             |
| Ergebnis: 1:1 (1:0), 4:5 i. E                              | | |             |
| Schiedsrichter: Davi de Oliveira Lacerda ( Espírito Santo) | | |             |